# 大山金井町
大山金井町（おおやまかないちょう）は、東京都板橋区の町名。丁番の設定がない単独町名である。住居表示実施済み。

## 地理
板橋区南東部に位置する。北で大山東町、北東で板橋、東で豊島区池袋本町、南で熊野町、南西で幸町、西で大山町と隣接する。東辺をもって板橋区 - 豊島区境を形成する。町域東部を東京都道317号環状六号線（山手通り）および首都高速5号池袋線が南北に、南西辺を国道254号（川越街道）が南東から北西に、北辺を東武東上線の鉄道路線が東西に通じている。町域内は主に住宅地である。

### 河川
- 谷端川（暗渠）

### 地価
住宅地の地価は、2025年（令和7年）1月1日の公示地価によれば、大山金井町43-7の地点で66万6000円/m2となっている。

## 歴史
当該エリアは1871年（明治4年）11月14日に浦和県（現埼玉県）から東京府に編入された。1932年からは板橋区の一部分となり、住居表示実施に伴い大山金井町が成立した。
- 1971年（昭和46年） 住居表示実施。

### 地名の由来
確定された説ではないが、谷端川沿いに鉄錆を含んだ湧水があったからとも言われている。「金井窪」は江戸時代および明治期の村名、旧北豊島郡板橋町の大字名であるが、目立った窪地地形ではないにもかかわらず「窪」がつけられた経緯は明らかにされていない。

## 世帯数と人口
2025年（令和7年）3月1日現在（板橋区発表）の世帯数と人口は以下の通りである。
- 世帯数 : 3,832世帯
- 人口 : 5,718人

### 人口の変遷
国勢調査による人口の推移。
| 年                 | 人口  |
| ------------------ | ----- |
| 1995年（平成7年）  | 5,168 |
| 2000年（平成12年） | 5,134 |
| 2005年（平成17年） | 5,056 |
| 2010年（平成22年） | 5,151 |
| 2015年（平成27年） | 5,442 |
| 2020年（令和2年）  | 5,448 |

### 世帯数の変遷
国勢調査による世帯数の推移。
| 年                 | 世帯数 |
| ------------------ | ------ |
| 1995年（平成7年）  | 2,554  |
| 2000年（平成12年） | 2,749  |
| 2005年（平成17年） | 2,772  |
| 2010年（平成22年） | 3,055  |
| 2015年（平成27年） | 3,258  |
| 2020年（令和2年）  | 3,418  |

## 学区
区立小・中学校に通う場合、学区は以下の通りとなる（2021年8月時点）。
| 番地     | 小学校                 | 中学校                 |
| -------- | ---------------------- | ---------------------- |
| 1～46番  | 板橋区立板橋第七小学校 | 板橋区立板橋第一中学校 |
| 47～56番 | 板橋区立板橋第六小学校 | 板橋区立板橋第一中学校 |

## 事業所
2021年（令和3年）現在の経済センサス調査による事業所数と従業員数は以下の通りである。
- 事業所数 : 245事業所
- 従業員数 : 1,731人

### 事業者数の変遷
経済センサスによる事業所数の推移。
| 年                 | 事業者数 |
| ------------------ | -------- |
| 2016年（平成28年） | 245      |
| 2021年（令和3年）  | 245      |

### 従業員数の変遷
経済センサスによる従業員数の推移。
| 年                 | 従業員数 |
| ------------------ | -------- |
| 2016年（平成28年） | 1,374    |
| 2021年（令和3年）  | 1,731    |

## 交通

### 鉄道
町域に駅は存在しないが、以下の路線・駅が利用可能である。
- 東武鉄道
  - 東武東上線：大山駅（大山町および大山東町）

### バス
- 国際興業バス
  - 第六小学校：赤51 西が丘経由赤羽駅西口行き・サンシャインシティ経由池袋駅東口行き、光02 サンシャインシティ経由池袋駅東口行き・光が丘駅行き、池55 サンシャインシティ経由池袋駅東口行き・小茂根五丁目行き
  - 金井窪：池20 池袋駅西口行き・高島平操車場行き、池21 池袋駅西口行き・舟渡町経由高島平駅行き

### 道路
- 国道254号（川越街道）
- 東京都道317号環状六号線（山手通り）
- 首都高速5号池袋線

## 施設
- 板橋区立板橋第七小学校

## その他

### 日本郵便
- 郵便番号 : 173-0024[3]（集配局 : 板橋郵便局[17]）。